# مريم أباد (غرغان)
مريم أباد (بالفارسية: مریم‌آباد) هي قرية تقع في غلستان في إيران. يقدر عدد سكانها بـ 788 نسمة .